# Santa Rita do Passa Quatro
Santa Rita do Passa Quatro é um município brasileiro do estado de São Paulo, e faz parte da Região Metropolitana de Ribeirão Preto (RMRP). Sua população recenseada pelo IBGE no Censo brasileiro de 2010 foi de 26 478 habitantes, enquanto a sua estimativas de 2021 com 27 641 habitantes. O município é formado pela sede e pelo distrito de Santa Cruz da Estrela.

## Estância climática
Santa Rita do Passa Quatro é um dos doze municípios paulistas considerados Estâncias Climáticas pelo Estado de São Paulo, por cumprirem determinados pré-requisitos definidos por Lei Estadual. O título de estância climática foi designado ao município por meio da Lei n°. 719 de 1° de Julho de 1950. Tal status garante a esses municípios uma verba específica do Estado para a promoção do turismo regional e para manutenção e melhoria das características ambientais consideradas patrimônio do Estado. Também, o Município adquire o direito de agregar junto a seu nome o título de Estância Climática, termo pelo qual passa a ser designado tanto pelo expediente municipal oficial quanto pelas referências estaduais.

## História
Uma pequena região, próxima ao rio Mojiguaçu e entre seus afluentes Rio Claro e Bebedouro, começou a ser habitada ainda no ano de 1820. Em 1860, Ignácio Ribeiro do Vale e seu filho Francisco Deocleciano Ribeiro fundaram Santa Rita em terras pertencentes à época, ao Município de São Simão.
O povoado recebeu o nome de Santa Rita em homenagem à Rita Ribeiro Vilela, devota de Santa Rita de Cássia e doadora do terreno onde foi erguida uma pequena capela em homenagem à Santa. A terminação "do Passa Quatro" foi acrescida devido ao riacho que, na época, cruzava a estrada de acesso ao povoado quatro vezes.
A cidade recebeu imigrantes italianos em diferentes épocas. A maior parte dos imigrantes italianos eram de famílias oriundas das regiões do Vêneto e Lombardia. Os imigrantes tiveram um papel fundamental no desenvolvimento econômico e cultural do Município no início do século XX, que por muitos anos viveu o auge da cultura de café nas fazendas onde os colonos viviam.
Outro fato histórico e importante na formação cultural do Município foi o nascimento do consagrado compositor Zequinha de Abreu, autor do mundialmente famoso chorinho Tico-tico no Fubá, além de outras canções como Branca e Tardes de Lindoia. Zequinha de Abreu é até hoje fundamental na cultura santa-ritense, sendo seu nome e sua obra, vistos em diversos locais do município.

### Formação territorial-administrativa
Histórico da formação do município:
- Povoado de Santa Rita do Passo Quatro fundado em 1860.
- Freguesia criada no município de Descalvado pela Lei nº 36, de 10/04/1866.
- Freguesia transferida para o município de Casa Branca pela Lei nº 65, de 10/04/1870.
- Freguesia transferida para o município de Pirassununga pela Lei nº 3, de 05/07/1875.
- Vila criada pela Lei nº 34, de 10/03/1885.

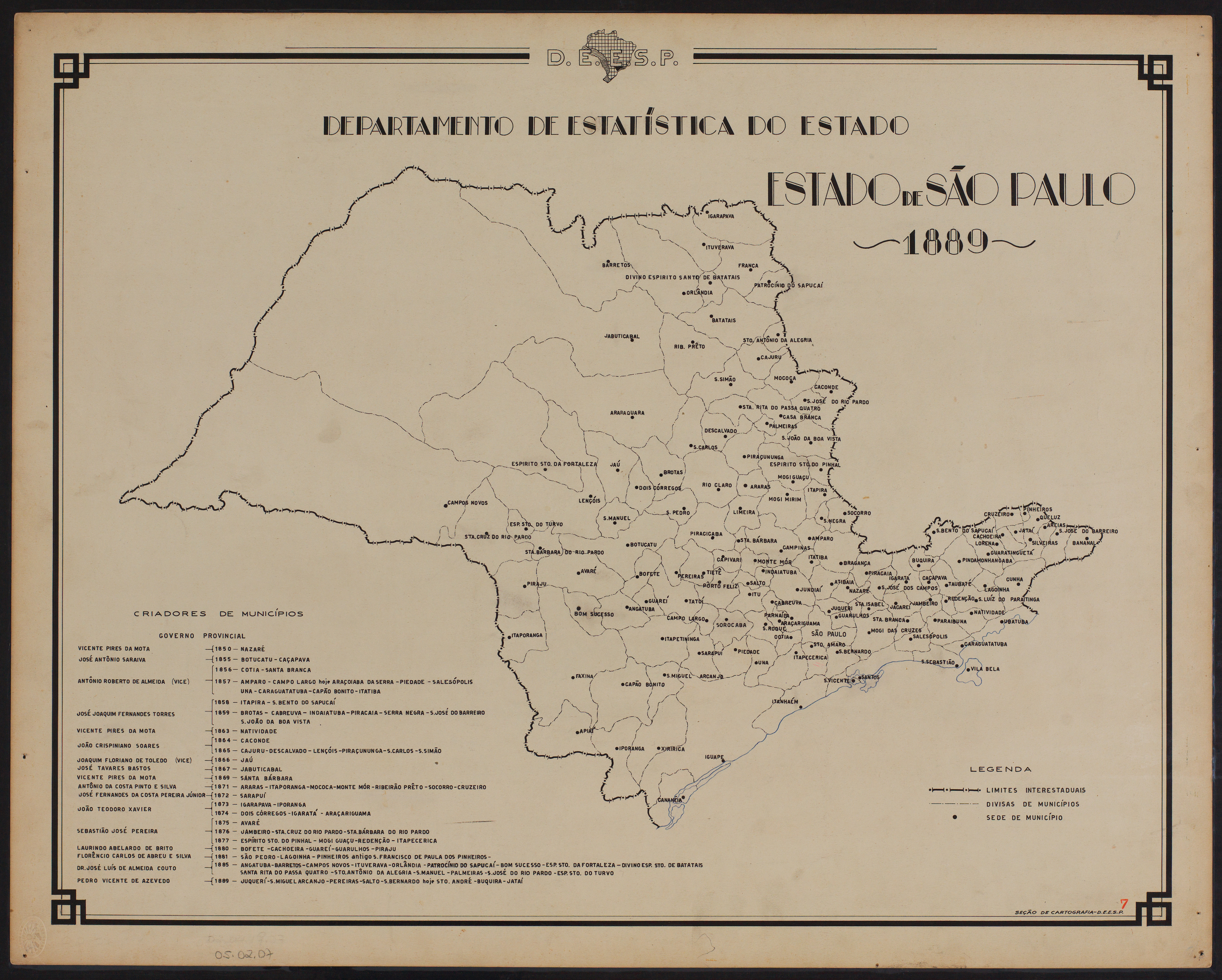
Estado de São Paulo (1889).

- Denominação alterada para Santa Rita pelo Decreto nº 9.775, de 30/11/1938.
- Denominação alterada para Santa Rita do Passo Quatro pelo Decreto-Lei nº 14.334, de 30/11/1944.

## Geografia
Sua área territorial é de 754,141 km².

### Hidrografia
- Rio Mojiguaçu
- Ribeirão Bebedouro
- Rio Xinguí
- Rio Claro
- Rio Passa Quatro

### Relevo
Sua altitude é de 748 metros (na sede do município), atingindo em alguns pontos 1,000 metros de altitude máxima, como no Morro do Itatiaia.

Vista noturna do Morro do Itatiaia.

Uma das características mais marcantes do município é a sua localização em um dos pontos mais altos das formações geológicas chamadas cuestas basálticas que cortam o estado de São Paulo e dominam a paisagem.

### Meio ambiente
Outra característica marcante é a área de transição entre mata atlântica e cerrado, que favorece uma fauna e flora rica e muito específica.
Devido às suas características geográficas e ambientais, Santa Rita do Passa Quatro é denominada pelo governo estadual como estância climática e faz parte do circuito turístico da Chapada Guarani, localizada sobre uma ampla área de afloramento do Aquífero Guarani.
Neste município estão localizadas as Áreas de Relevante Interesse Ecológico Buriti de Vassununga, com 150 ha, e Cerrado Pé-de-Gigante, com 1 060 ha, criadas em 1990 e administradas pelo IBAMA.
No município (no Parque Estadual Vassununga) se encontra a mais antiga árvore conhecida do Brasil, um jequitibá-rosa (Cariniana legalis) com idade estimada em 3 030 anos e 40 metros de altura.

### Rodovias
- SP-328 - Rodovia Luís Pizzeta - Santa Rita - Porto Ferreira e Rodovia Dep. Vicente Botta (SP-215)
- SP-328 - Rodovia Ângelo Roberto - Santa Rita (km 11,270 da SPA-241/330 - Trevo da Zequinha de Abreu) - km 253 da SP-330
- SP-330 - Rodovia Anhanguera - Santa Rita - São Paulo - Campinas - Ribeirão Preto
- Rodovia Zequinha de Abreu - Ligação Anhanguera - Cidade

### Clima
O clima de Santa Rita do Passa Quatro é tropical de altitude com verão úmido e invernos secos, Cwa na classificação de Köppen. O mês mais quente é fevereiro, com média de 23,5 °C. O mês mais frio é julho, com mínima média de 10,3 °C e média diária de 17,5 °C. A precipitação média anual é de 1.441 mm, sendo Janeiro o mês mais chuvoso, com média de 272 mm e julho o mês menos chuvoso, com média de 20 mm. A estação chuvosa vai de outubro a março e a estação seca, de junho a agosto, sendo abril, maio e setembro períodos de transição.
| Dados climatológicos para Santa Rita do Passa Quatro             | Dados climatológicos para Santa Rita do Passa Quatro | Dados climatológicos para Santa Rita do Passa Quatro | Dados climatológicos para Santa Rita do Passa Quatro | Dados climatológicos para Santa Rita do Passa Quatro | Dados climatológicos para Santa Rita do Passa Quatro | Dados climatológicos para Santa Rita do Passa Quatro | Dados climatológicos para Santa Rita do Passa Quatro | Dados climatológicos para Santa Rita do Passa Quatro | Dados climatológicos para Santa Rita do Passa Quatro | Dados climatológicos para Santa Rita do Passa Quatro | Dados climatológicos para Santa Rita do Passa Quatro | Dados climatológicos para Santa Rita do Passa Quatro | Dados climatológicos para Santa Rita do Passa Quatro |
| Mês                                                              | Jan                                                  | Fev                                                  | Mar                                                  | Abr                                                  | Mai                                                  | Jun                                                  | Jul                                                  | Ago                                                  | Set                                                  | Out                                                  | Nov                                                  | Dez                                                  | Ano                                                  |
| ---------------------------------------------------------------- | ---------------------------------------------------- | ---------------------------------------------------- | ---------------------------------------------------- | ---------------------------------------------------- | ---------------------------------------------------- | ---------------------------------------------------- | ---------------------------------------------------- | ---------------------------------------------------- | ---------------------------------------------------- | ---------------------------------------------------- | ---------------------------------------------------- | ---------------------------------------------------- | ---------------------------------------------------- |
| Temperatura máxima média (°C)                                    | 28,9                                                 | 28,9                                                 | 28,7                                                 | 27,3                                                 | 25,6                                                 | 24,6                                                 | 24,8                                                 | 27,1                                                 | 28,4                                                 | 28,5                                                 | 28,6                                                 | 28,3                                                 | 27,5                                                 |
| Temperatura mínima média (°C)                                    | 17,9                                                 | 18,1                                                 | 17,3                                                 | 14,8                                                 | 12,1                                                 | 10,8                                                 | 10,3                                                 | 11,7                                                 | 13,7                                                 | 15,5                                                 | 16,2                                                 | 17,3                                                 | 14,6                                                 |
| Precipitação (mm)                                                | 272,0                                                | 221,0                                                | 172,0                                                | 55,0                                                 | 44,0                                                 | 32,0                                                 | 20,0                                                 | 22,0                                                 | 53,0                                                 | 141,0                                                | 170,0                                                | 239,0                                                | 1 441,0                                              |
| Fonte: UNICAMP - Centro de Pesquisas Meteorológicas e Climáticas |                                                      |                                                      |                                                      |                                                      |                                                      |                                                      |                                                      |                                                      |                                                      |                                                      |                                                      |                                                      |                                                      |

## Demografia

### Dados demográficos
Fonte: Censo do IBGE de 2010
População Total: 26.478
- Urbana: 22.493
- Rural: 3.645
- Homens: 12.745
- Mulheres: 13.393
- Densidade demográfica (hab./km²): 34,72
- Mortalidade infantil até 1 ano (por mil): 10,47
- Expectativa de vida (anos): 74,40
- Taxa de fecundidade (filhos por mulher): 1,89
- Taxa de Alfabetização: 91,57%
- Índice de Desenvolvimento Humano (IDH-M): 0,775
- IDH-M Renda: 0,764
- IDH-M Longevidade: 0,887
- IDH-M Educação: 0,686

(Fonte: PNUD/2010)

### Etnias
| Cor/Raça | Percentagem |
| -------- | ----------- |
| Branca   | 83,0%       |
| Parda    | 11,4%       |
| Negra    | 4,7%        |
| Amarela  | 0,2%        |
| Indígena | 0,1%        |

Fonte: Censo 2000

## Infraestrutura

### Transportes
- Viação Danúbio Azul (Santa Rita - São Paulo, Campinas, Araras, Leme, Pirassununga, Porto Ferreira)
- Viação Paraty (Santa Rita - Usina Santa Rita)
- Viação Rápido D' Oeste (Santa Rita - Ribeirão Preto, Trevo de São Simão, Descalvado, São Carlos)
- Transporte Coletivo Urbano (Centro - Bairro)

### Comunicações

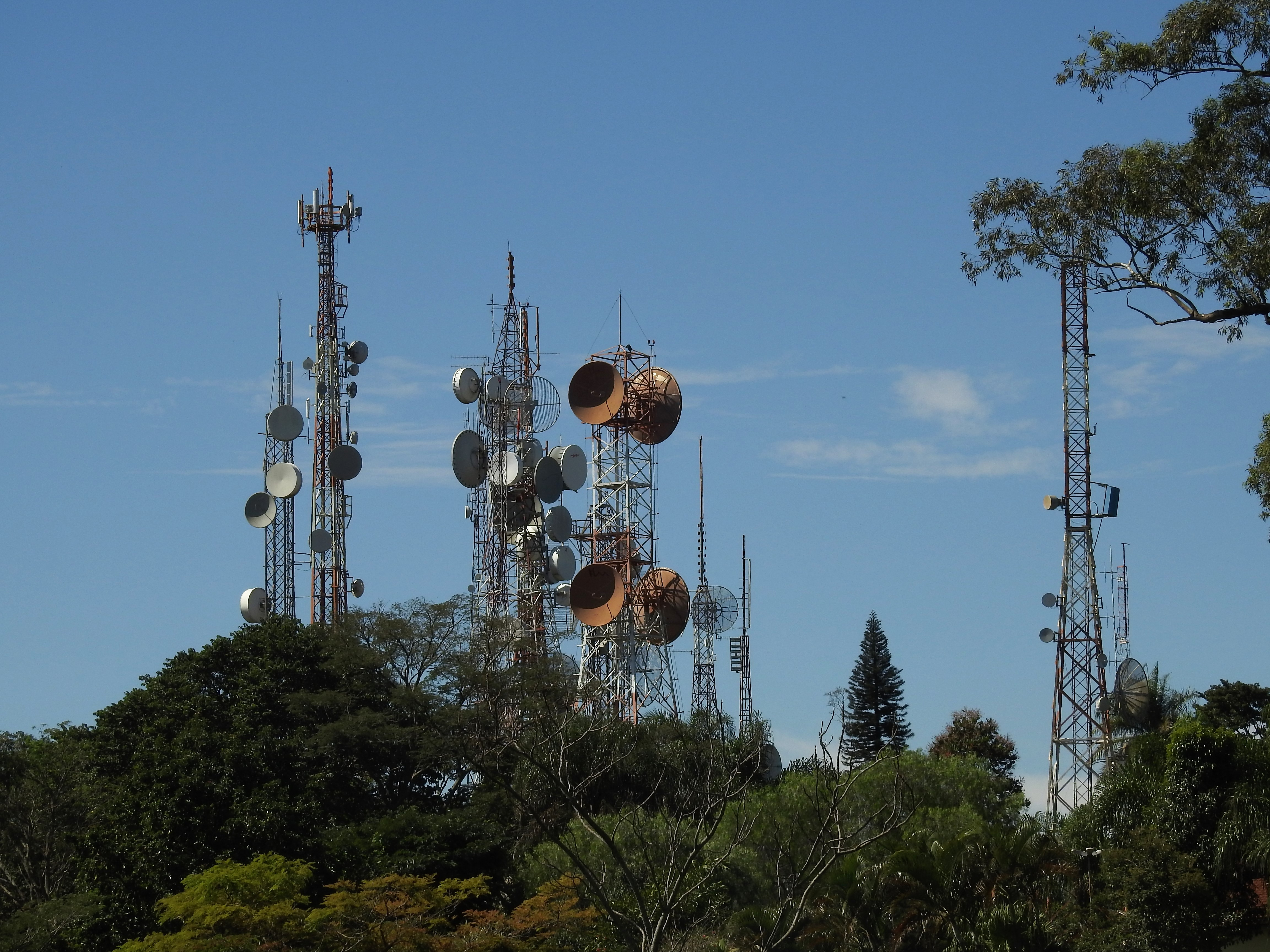
Torres de comunicações no Morro do Itatiaia.

#### Telefonia
O sistema de telefones automáticos foi inaugurado na cidade em 1960 pela Cia. Telefônica Santa Rita. Já o sistema de discagem direta à distância (DDD) foi implantado em 1978 pela Telecomunicações de São Paulo (TELESP) com o código de área (0195).
Na década de 90 o código DDD da cidade foi alterado para (019), para padronização do sistema telefônico com a telefonia celular que estava sendo implantada em todo o estado.

#### Retransmissoras de TV em Santa Rita
Canais digitais (atualizado 02/2018).
- Canal 18 UHF | (17.1 Virtual) > TV Clube/Band
- Canal 19 UHF | (19.1 Virtual) > Gazeta
- Canal 24 UHF | (5.1 Virtual) > SBT
- Canal 28 UHF | (13.1 Virtual) > Record Interior
- Canal 30 UHF | (4.1 Virtual) > TV Cultura
- Canal 30 UHF | (4.2 Virtual) > Univesp-TV Cultura
- Canal 30 UHF | (4.3 Virtual) > Multicultura - TV Cultura
- Canal 40 UHF | (43.1 Virtual) > RedeTV!
- Canal 42 UHF | (6.1 Virtual) > EPTV Central/Globo
- Canal 47 UHF | (52.1 Virtual) > CNT
- Canal 53 UHF | (53.1 Virtual)> Rede Vida

## Cultura e lazer

### Eventos
Fevereiro
- Carnaval

Abril
- Quermesse de "Santa Rita de Cássia"

Maio
- 22/05 - Aniversário de Santa Rita e Dia da Padroeira

Junho
- Férias Radicais

Julho
- Festa Italiana
- Pedal da Lua Cheia

Setembro
- Festival Zequinha de Abreu

Novembro

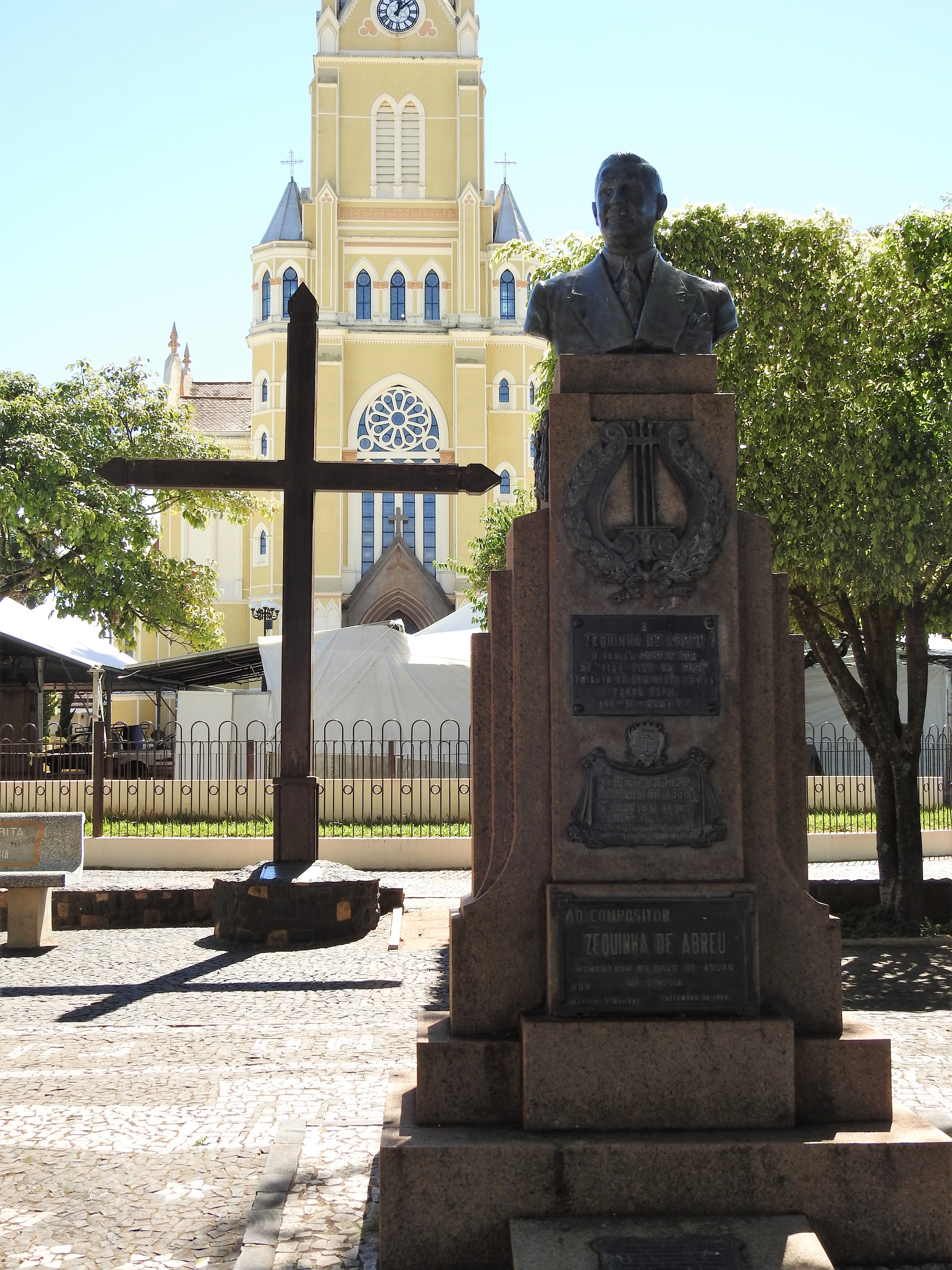
Homenagem à Zequinha de Abreu.

- Festival Gastronômico Sabores da Estância

Dezembro
- 1/12 a 25/12 - Natal Iluminado
- 31/12 - Réveillon

### Gastronomia
A cultura caipira e os imigrantes italianos influenciaram fortemente a cidade no campo da Gastronomia. Santa Rita do Passa Quatro possui um dos maiores Festivais de Tradições Italianas do interior do Estado de São Paulo, que atualmente ocorre em Julho, com músicas e comidas típicas que são servidos na praça da Poeta Mário Mattoso, também conhecida como Praça da Estação.
Além disso, a cidade também é muito famosa por seus doces caseiros que são fabricados por tradicionais produtores da cidade, sendo os carros chefe a goiabada cascão, o doce de leite, o fudge, o chocolate, o doce de abóbora, dentre outros que além de serem conhecidos em toda a região também são importantes fontes de geração de emprego e renda no Município.

## Turismo

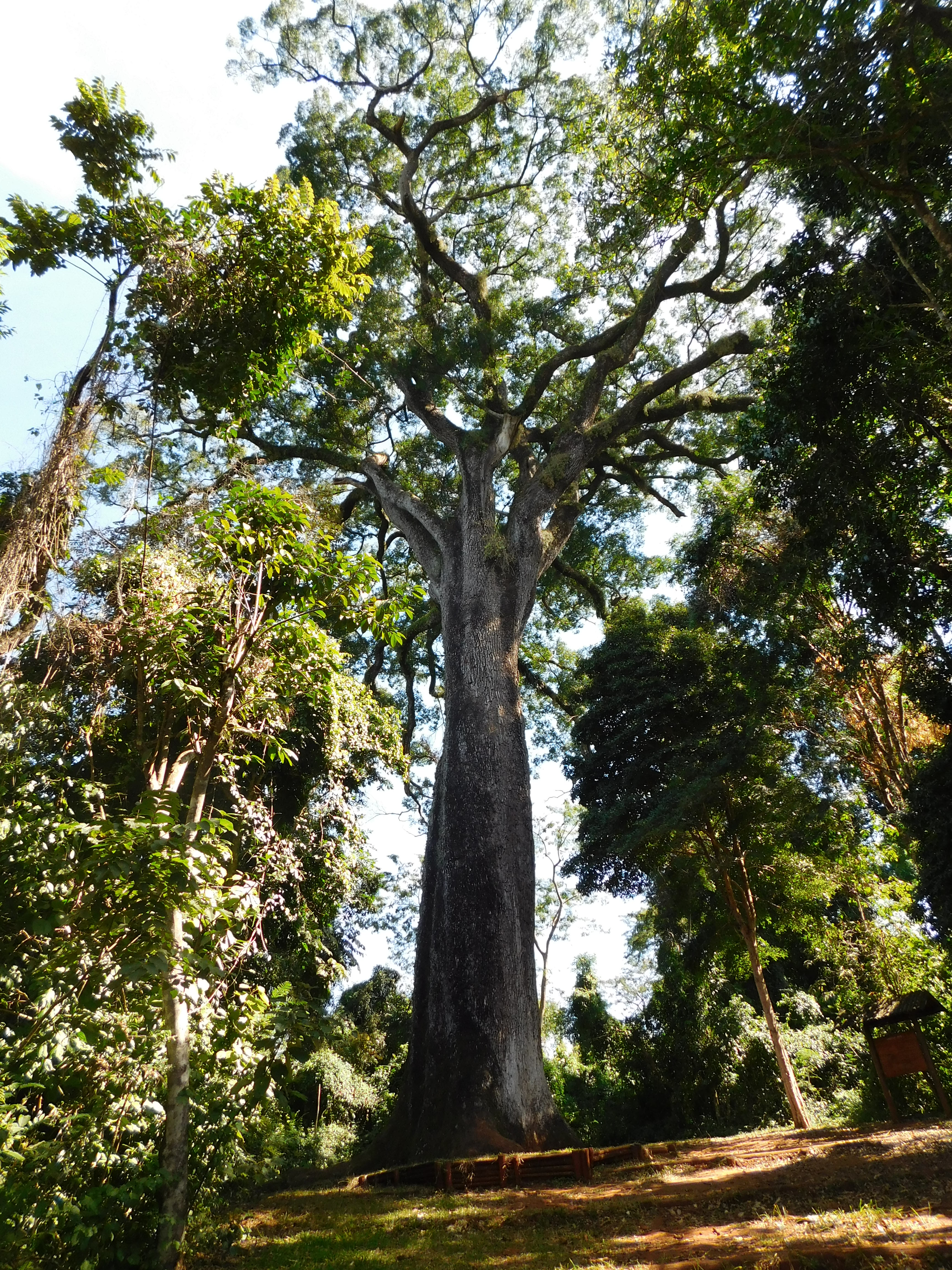
O Jequitibá do Parque Estadual do Vassununga.

Além de possuir as quatro estações bem definidas, a Estância Climática de Santa Rita do Passa Quatro tem em sua extensão territorial rios importantes, como o Mojiguaçu, inúmeras Cachoeiras, o Parque Estadual do Vassununga, a reserva florestal Pé-de-Gigante, que além de abrigarem uma grande variedade de espécies nativas da fauna e flora, abriga um grande acervo de espécies de jequitibás-rosa (cariniana legalis), talvez o maior do mundo.
Dentre os jequitibás encontra-se o "Majestoso", uma das maiores e provavelmente a mais longeva árvore do Brasil, com aproximadamente 3.000 anos de idade.
O acesso principal ao Município está no km 241 da Rodovia Anhanguera, onde começa a Rodovia Zequinha de Abreu, na Serra de Santa Rita. A Rodovia Zequinha de Abreu é considerada de alto valor paisagístico pelo Governo Estadual.
Além da altitude, que proporciona uma vista privilegiada para a Chapada Guarani e o Vale do Mogi, a Rodovia possui um grande números de árvores como jequitibás, ipês, jatobás, primaveras, paineiras, a famosa neve-na-montanha, dentre outras.

### Pontos turísticos
- Morro do Itatiaia
- Santuário de Santa Rita de Cássia
- Parque Estadual de Vassununga

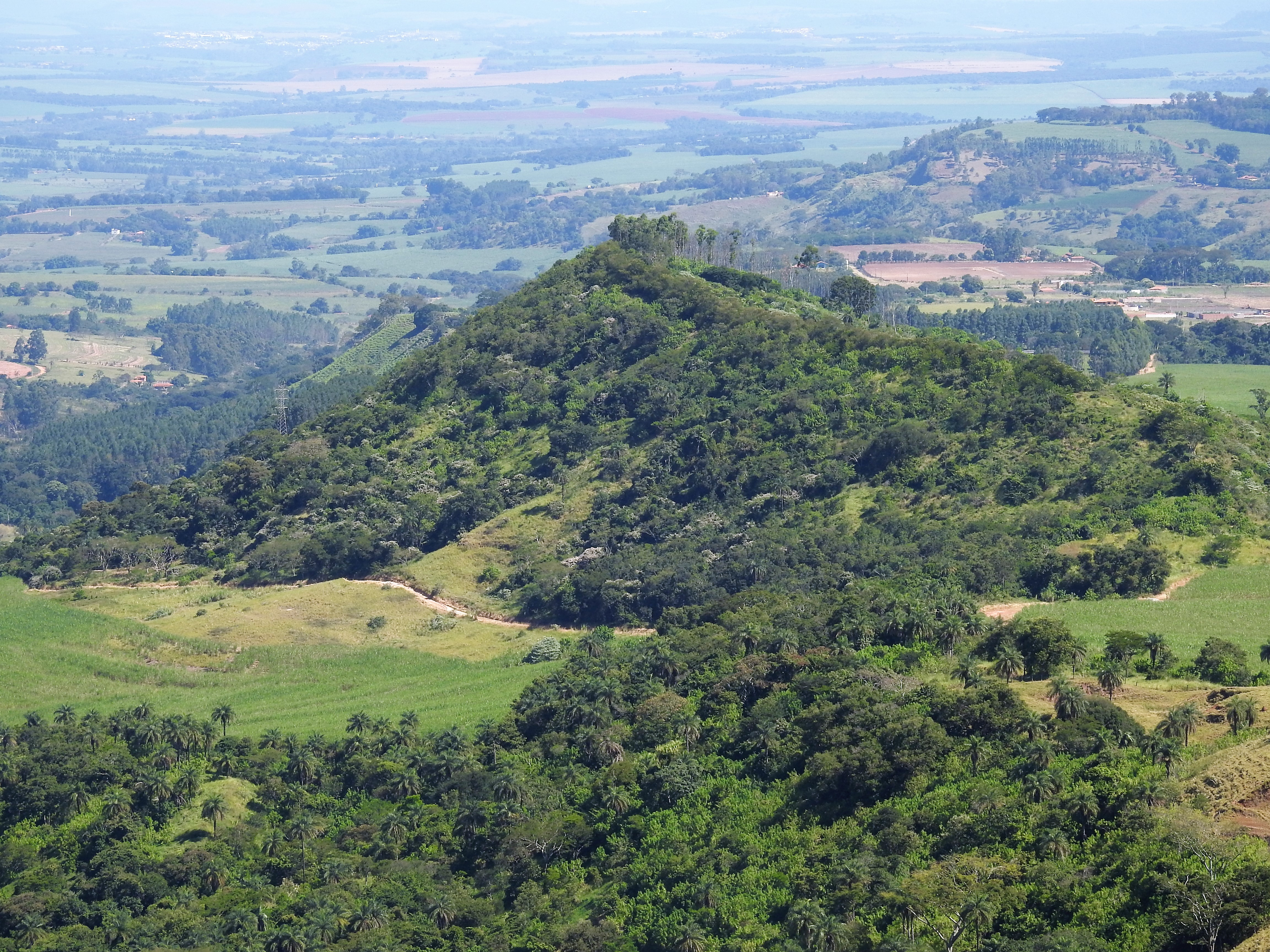
Morro do Itatiaia.

- Antiga Estação Ferroviária de Santa Rita do Passa Quatro[23]

### Astronomia amadora
Por ser uma cidade com altitudes de 750m a 1.000m, com um bom clima e com uma relativa distância de grandes centros urbanos, Santa Rita do Passa Quatro possui uma privilegiada visão do céu noturno.
Apesar de não possuir nenhum observatório astronômico, o Município é um dos melhores locais do Estado de São Paulo para a prática da astronomia amadora devido suas características ambientais. Inúmeros astrônomos e astrofotografos amadores aproveitam as épocas de efemérides e também as épocas de seca para observar o céu noturno da cidade.

## Pessoas ilustres
É a terra natal do compositor de choros e valsas Zequinha de Abreu, autor do chorinho Tico-tico no Fubá, e do ator José de Abreu.

## Religião

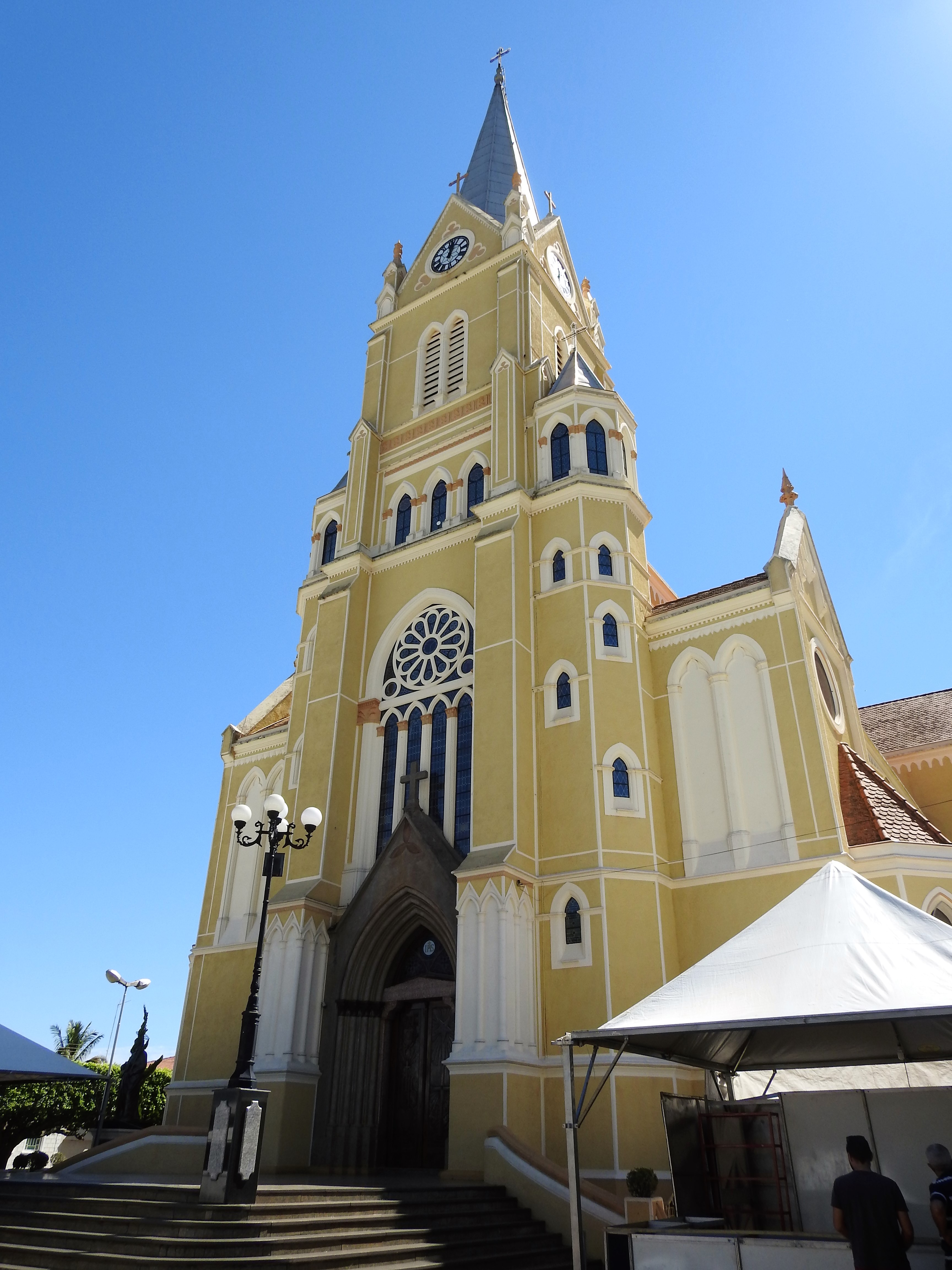
Igreja Matriz.

O Cristianismo se faz presente na cidade da seguinte forma:

### Igreja Católica
- A igreja faz parte da Arquidiocese de Ribeirão Preto.[25]

### Igrejas Evangélicas
Entre as igrejas protestantes históricas, pentecostais e neopentecostais, encontram-se na cidade:
- Assembleia de Deus Ministério do Belém.[28][29]
- Congregação Cristã no Brasil.[30]